# Mercy Thompson
 (août 2022).
- Si vous ne connaissez pas le sujet, laissez ce bandeau (vous pouvez alors contacter les auteurs).
- Si vous supprimez le contenu mis en cause (vous pouvez préalablement contacter les auteurs),

argumentez précisément cette suppression dans la page de discussion
(un manque de référence n'est pas un argument ; une recherche réelle de référence doit avoir été effectuée, être formellement documentée).
 (août 2022).
Si vous disposez d'ouvrages ou d'articles de référence ou si vous connaissez des sites web de qualité traitant du thème abordé ici, merci de compléter l'article en donnant les références utiles à sa vérifiabilité et en les liant à la section « Notes et références ».
Pour les articles homonymes, voir Mercy.
Mercy Thompson (titre original : Mercy Thompson), est une série fantasy écrite par Patricia Briggs. Elle se déroule dans le même univers qu'Alpha et Omega. Mercedes Athena Thompson, également appelée Mercy Thomson, en est le personnage principal.
Cette série est racontée du point de vue de Mercy. L’histoire se déroule essentiellement dans les Tri-Cities.

## Résumés
Dans cette série, Mercy est la fille d'un Indien Blackfoot et d'une mère blanche. C'est une changeuse, particularité héritée de son père, qui lui permet de se transformer en coyote. Son père, homme du rodéo, est décédé trois jours à peine après sa conception.
Un jour, sa mère trouva, à la place d'un bébé humain, un petit coyote dans son berceau. Ayant eu peur et ne sachant pas comment l'élever, elle l'emmena vers la seule personne qui pourrait l'aider selon elle : son arrière-grand-oncle, un loup-garou. Ce dernier met la mère de Mercy en contact avec Bran Cornick, c'est lui et sa meute de loups-garous qui la prennent sous leurs ailes. Bran est le Marrok, c'est-à-dire le chef, l'alpha de tous les loups-garous d'Amérique du Nord.

### Tome 1:L'Appel de la lune
L'appel de la lune est le début de l'histoire de Mercedes Thompson. Mercy n'est pas une fille banale : mécanicienne et changeuse. Elle vit dans les Tri-city et a pour voisin le chef de la meute de loups-garous du bassin du Columbia, Adam Hauptman. Dans son garage, elle travaille sur un minibus qui appartient à Stefan, un vampire fan de Scoubidou. Elle a racheté son garage à son ancien patron Zee, qui est un fae (les faës ont fait leur coming out).
Un jour, un jeune loup-garou vient lui demander du travail. Elle sait qu'il n'est pas prudent de rester en compagnie d'un jeune loup, mais en voyant son regard désespéré, elle décide de l'engager.
Il s'avère que le loup-garou, Mac, s'est évadé d'un laboratoire qui faisait des expériences sur les loups-garous. Par conséquent, il n'a pas appris à se contrôler. Lorsque les types du laboratoire réussissent à le retrouver, il se trouve devant le garage de Mercy. Mercy le défend et tue un des types qui s'avère être également un loup-garou. Elle décide de demander de l'aide à son voisin, l'Alpha local Adam. Mais les choses se compliquent. La mort d'un loup-garou, un Alpha blessé, l'enlèvement de sa fille, c'est trop pour Mercy qui décide de se rendre au Montana et de faire appel à Bran, le Marrok.

### Tome 2:Les Liens du sang
Dans Les liens du sang, Stefan « le vampire » fait appel à Mercy pour remettre un message à un autre mort-vivant qui n'a pas payé le droit de se déplacer sur le territoire de la maitresse de l'essaim : Marsilia. Pourquoi Mercy ? Parce qu'elle peut résister à certaines magies dont celles des vampires. Mais ce vampire est loin d'être ordinaire, il est aussi possédé par un étrange démon très ancien. Stefan est complètement sous sa volonté, Mercy n'arrive pas à s'enfuir, pendant ce temps, une femme de chambre se fait lentement assassiner par Littleton, le vampire-démonologue.
À la suite de sa visite nocturne, une vague de crimes s'abat sur la ville et Mercy doit retrouver Littleton avant que les victimes ne soient trop nombreuses, surtout si la vie de ses proches est en jeu. Les loups-garous, en pleine période de coming out, décident de s'allier aux vampires pour le retrouver et le tuer. Mais le démonologue est intelligent et puissant. La partie va être serrée...
Pour compliquer les choses, ses sentiments pour Adam l'effraient, ainsi que ceux qu'elle a pour Samuel Cornick, son premier amour.

### Tome 3:Le Baiser du fer
Dans ce tome, après plusieurs meurtres non élucidés dans la réserve des Faes des Tri-Cities, la magie que les Faës peuvent utiliser sans encourir la colère des Seigneurs Gris est insuffisante pour trouver le coupable. Mercy est appelée par son ancien patron et mentor, Siebold Adelbertsmiter alias Zee, pour utiliser son nez et trouver un parfum d'identification du meurtrier.
Elle trouve son meurtrier et transmet l'information à Zee. Peu après, elle apprend que Zee a été arrêté par la police dans la maison du tueur de Faës, avec le corps de l'assassin. Mercy Thompson cherche donc à l'innocenter du meurtre. De plus il est abandonné par les siens. Zee est le coupable idéal pour l'équilibre et les secrets des Faës.
De plus, Mercy doit maintenant choisir définitivement entre Samuel et Adam, ses deux prétendants. Les deux sont des loups-garous très dominants, bien que Samuel soit un loup solitaire et qu'Adam soit l'alpha de la meute de loup-garou Tri-Cities qui a déclaré ses sentiments pour elle. Son absence de réponse définitive est l'affaiblissement de la meute.

### Tome 4:La Croix d'ossements
La Croix d’ossements commence avec l’arrivée de Stefan, sur le sol de son salon, affamé et méconnaissable. Il lui signale que Marsilia, la reine des vampires, a appris que Mercy l’avait trompé en tuant un membre de son essaim et qu’elle ne veut que le prix du sang pour venger cette trahison. Mais Mercy se trouve sous la protection de Stefan, d’Adam et de la meute de loups-garous.
Entre-temps, une de ses amies d’université lui demande d’enquêter sur les allégations de son fils qui voit un fantôme dans la maison. D’après Adam, Stefan et Bran, la seule créature puissante et surnaturelle dans cette ville est un vampire appelé le « Monstre ».

### Tome 5:Le Grimoire d'argent
Dans le Grimoire d’argent, Mercy Thompson tente de ramener un livre Fae puissant qu'elle avait emprunté lors d’une de ses aventures précédentes. Mais son ami Phin a mystérieusement disparu. Elle apprend, par la suite, que ce livre contient des secrets que certains faës cherchent et qu’il faut le garder hors de mauvaises mains.
Il faut en plus gérer ses problèmes personnels : sa maison a brûlé, son colocataire a tenté de se suicider et on lui reproche les dissensions apparues au sein de la meute.

### Tome 6:La Marque du fleuve
Une présence maléfique hante les eaux du Columbia, emportant des innocents. Mercy apprend qu’il s’agit d’une sombre histoire de légendes amérindiennes et de faës.
Dans ce tome, nous en apprenons plus sur le père de Mercy, son espèce et son héritage.

### Tome 7:La Morsure du givre
Thanksgiving aurait dû être une fête paisible en famille. Mercy était loin d'imaginer que faire du shopping avec Jesse risquait de virer au cauchemar. Et pourtant, lorsqu'elle ne parvient à joindre personne de la meute, elle sait que ceux qu'elle aime courent un grave danger. Mercy va devoir encore une fois voler au secours des siens.

### Tome 8:La Faille de la nuit
Le calme nouvellement retrouvé au sein de la meute du bassin du Columbia vole soudainement en éclats lorsque Christy, l'ex-femme d'Adam, débarque chez ce dernier pour fuir son petit ami violent. Non content d'empiéter sur le territoire de Mercy, la mère de Jesse se met en tête de monter la meute contre la changeuse et, accessoirement, de reconquérir Adam. Les choses se compliquent encore lorsque le petit ami de Christy retrouve sa trace et s'avère être un peu plus qu'un humain sans défense. Cette fois, Mercy va devoir se battre pour sauver la vie de ceux qu'elle aime mais également pour préserver sa place au sein de la meute.

### Tome 9:L'Étreinte des flammes
Les différends qui opposent humains et faes s'intensifient de jours en jours. Après s'être cloîtrés dans leurs réserves, voila maintenant que les faes relâchent leurs monstres dans la nature. Cette fois-ci, c'est un troll qui sème le chaos sur Cable Bridge, l'un des ponts des Tri-Cities. Mercy et la meute, bien décidés à ne pas laisser faire, voient leur tâche encore alourdie lorsqu’Aiden, un humain poursuivit par les faes, vient demander leur protection. Les loups-garous parviendront-ils à garder leur neutralité au milieu de ce conflit ? Et, plus important encore, en sortiront-ils indemnes ? Ce qui est certain, c'est que l'action est à l'honneur dans ce tome sous le signe du feu.

### Tome 10:L'Épreuve du silence
Enlevée par l’un des plus puissants vampires au monde, retenue en otage afin de manipuler son mari, le loup-garou Adam, et la reine des vampires des Tri-Cities, Mercy parvient à échapper à son ravisseur de justesse. Seule et désarmée au beau milieu de l’Europe, à des milliers de kilomètres des siens, Mercy doit se frayer un chemin entre ennemis et alliés potentiels, et éviter de déclencher la guerre qui gronde entre loups-garous et vampires, et dresseraient les meutes les unes contre les autres. Et au cœur de la cité millénaire de Prague, les fantômes rôdent…

### Tome 11:Le Souffle du mal
(juillet 2020).
Si vous êtes l’auteur de ce texte, vous êtes invité à donner votre avis ici. À moins qu’il soit démontré que l’auteur de la page autorise la reproduction et que ce contenu soit compatible avec les principes fondateurs de Wikipédia, cette page sera supprimée ou purgée au bout d’une semaine maximum. En attendant le retrait de cet avertissement, veuillez ne pas réutiliser ce texte.
Mercy a accepté d'endosser la responsabilité de protéger tous ceux qui vivent sur le territoire de la meute - ce qui aurait dû se limiter à traquer des gobelins tueurs, des chèvres zombies et un troll de temps à autre. Au lieu de cela, leur foyer est à présent considéré comme une zone neutre où les humains peuvent négocier avec les faes sans danger. En réalité, nul n'est en sécurité. Tandis que généraux et politiciens affrontent les Seigneurs Gris, une tempête approche... Et son nom est la Mort. Mais la meute a donné sa parole. Qu'importe le prix.

### Tome 12:L'Empreinte de la fumée
Les seuls pouvoirs de Mercy sont de se transformer en coyote et de réparer les voitures. Mais elle a des amis partout et une meute de loups-garous qui assure ses arrières. Heureusement, car elle risque fort d'en avoir besoin.
Il y a des siècles, les faes vivaient En-Dessous, jusqu'à ce qu'ils en soient chassés. Ils y ont abandonné leurs châteaux, leurs trésors... et leurs prisonniers. Laissés en liberté, ces créatures se sont entretuées jusqu'à ce que seules les plus dangereuses survivent. Et à présent, l'une d'entre elles s'est échappée. Avide de chaos et de destruction, le monstre peut changer d'apparence, et s'emparer de la volonté de ceux qu'il mord, les pousser à attaquer ceux qui leur sont chers. Mais il a commis une erreur en pénétrant sur le territoire de la meute, car Mercy ne reculera devant rien pour défendre les siens.

### Tome 13:La Faucheuse d'âmes
Le vampire Wulfe a disparu. Comme il s'agit d'un être mortellement dangereux, probablement dérangé, et dont le passe-temps préféré est de traquer Mercy, ce n'est pas une grand perte. Mais la maîtresse des vampires tient la meute pour responsable et leur pose un ultimatum : si Wulfe ne réapparaît pas, c'en est fini de l'alliance entre vampires et loups-garous. Très vite, Mercy découvre que Wulfe n'est pas le seul à s'être volatilisé. De nombreuses créatures surnaturelles, pour la plupart inoffensives, ont été enlevées. Bientôt, une seule piste se dessine : la légende de la Faucheuse, qui arpente les chemins de traverse et moissonne les âmes dont l'heure est venue de sa grande faux noire...

### Tome 14:Le Chant de l'hiver
Dans le monde surnaturel, il existe des créatures qui appartiennent à l'hiver. Mercy n'en fait pas partie mais, en véritable coyote, elle sait s'adapter.
Son compagnon, Adam, dirige la meute du bassin du Columbia, qui a pour mission de protéger les habitants des Tri-Cities. Une lourde responsabilité gourmande en temps et en énergie. C'est pourquoi quand il devient évident que son frère Gary a besoin d'aide, Mercy a l'intention de se rendre seule dans le Montana. Mais Adam ne laisserait jamais sa compagne aller au-devant du danger sans lui.
Bloqués par une tempête d'une violence extraordinaire, Mercy et Adam se retrouvent piégés dans une auberge perdue au milieu des montagnes, où ils découvrent que les difficultés de Gary ne représentent qu'une infime partie d'un problème bien plus grave. Une magie ancienne est à l'œuvre et, à moins de réussir à la contrer, elle pourrait bien provoquer la fin du monde...

## Personnages

### Les Loups-garous
Les loups-garous sont des métamorphes capables de prendre la forme d'un loup. Sous forme animale, les loups-garous ne ressemblent pas totalement à leurs cousins dépourvus d'une part humaine. Ils sont généralement plus grands et plus massifs qu'un loup gris lambda, ont des griffes rétractiles comme celles d'une chat et un pelage dont la couleur varie beaucoup d'un individu à un autre. Leurs pattes avant ressemblent plus à celles d'un ours ou d'un lion qu'à celles d'un loup commun.
Contrairement aux croyances populaires, les loups-garous ne dépendent pas de la pleine lune pour se transformer, bien qu'ils soient obligés de revêtir leur forme animale lorsque l'astre lunaire est plein. La plupart d'entre eux ne sont, cependant, pas capables de passer d'une forme à l'autre plus de deux à trois fois par mois. Être un loup Alpha ou particulièrement dominant permet d'alterner d'une forme à l'autre plus souvent. La métamorphose d'un loup, en plus d'être très douloureuse, prend en moyenne une quinzaine de minutes mais peut être plus rapide ou plus lente selon les individus.
Pour qu'un humain devienne un loup-garou, il faut plus qu'une simple morsure ou griffure. La victime doit être amenée au bord de la mort afin que la magie lycanthrope puisse agir. Les chances de survies d'un individu attaqué par un loup-garou sont très faibles. Elles sont néanmoins plus élevées si la tête et le cœur ne sont pas endommagés.
Une fois changés, les nouveaux loups développent un lien avec leur agresseur durant plusieurs mois afin de ne pas être lâché dans le monde sans avoir appris les rudiments de ce qu'implique leur nouvelle condition. Ce lien n'est pas contraignant, il donne simplement envie au créateur du nouveau loup de rester à proximité de sa victime.
Les loups-garous ont un système immunitaire en béton et ne vieillissent pas. Une fois changés, ils reprennent l'apparence de leurs 20 ans et ne meurent jamais de vieillesse. Ils sont également particulièrement résistants aux blessures et aux drogues. Un loup guérira beaucoup plus vite qu'un humain et ce, d'autant plus s'il est dominant. De par leur absence de graisse et leur musculature particulièrement lourde, les loups-garous sont incapables de flotter, et donc, de nager. Les femmes loup sont incapables de donner la vie, leurs transformations brutales (provoquées par " l'appel" de la lune) les faisant avorter spontanément aux alentours du 3e mois de grossesse.
Les loups-garous sont particulièrement violents et colériques. Il faut une grande maîtrise de soi pour réussir à dompter la bête qui vit désormais aux côtés de l'humain. La moindre petite contrariété peut pousser le plus doux des hommes à entrer dans une colère folle et le pousser à blesser ou tuer son entourage. Être sous la supervision d'un alpha aide grandement les nouveaux loups à se contrôler.
Un loup-garou n'est pas seulement un humain qui devient colérique et couvert de poils. Il s'agit de deux âmes qui cohabitent dans le même corps. La plupart du temps, c'est l'humain qui est au contrôle mais, souvent, quand cela se passe mal, c'est que le loup a réussi à prendre le dessus. Il existe, cependant, des loups-garous qui cohabitent de façon harmonieuse avec leur moitié poilue. La relation entre la partie humaine et la partie loup diffère d'un individu à un autre. Pour certains, le loup est une présence bien réelle qui communique et a ses propres émotions et pensées, pour d'autres, ce n'est qu'une présence diffuse et intangible.
Dans la plupart des meutes, la place d'une femme est déterminée par le statut de son compagnon. Une femme non appariée sera donc automatiquement reléguée tout en bas de la hiérarchie même si elle est très dominante. Cela ne reflète cependant que la manière désuète dont la partie humaine des vieux loups-garous ont l'habitude de considérer le monde et non la hiérarchie de la meute comme elle devrait réellement être. La partie loup sait très bien quelle est la place de chaque membre de la meute, indépendamment du leur sexe. Une femme qui souhaiterait vraiment endosser son statut de dominante pourrait l'imposer aux membres de la meute sans qu'ils puissent y faire quoi que ce soit. Les femmes sont, en général, surprotégées et ne peuvent pas participer aux combats de dominance car elles sont moins nombreuses que les hommes.
En Amérique du Nord, tous les loups-garous sont sous l'autorité d'un « Alpha des Alphas » appelé le Marrok. Ce dernier a instauré un certain nombre de règles afin de permettre aux loups-garous de vivre en harmonie parmi les humains. Il est par exemple interdit de changer quelqu'un sans son consentement ou de tuer des humains à moins d'agir en légitime défense. Les nouveaux loups-garous ont un an pour réussir à contrôler leur loup. Une fois ce délai passé, s'ils sont toujours incapables de se contrôler sans l'aide de leur alpha, ils sont exécutés.
Loups Dominants : La grande majorité des loups-garous sont des dominants. Ils ressentent le besoin de se battre pour monter les échelons de la hiérarchie de la meute ou simplement pour affirmer leur position dans celle-ci. Leur instinct les pousse aussi à protéger les plus faibles et les moins dominants. Plus un loup est dominant, plus il ressentira le besoin de protéger et plus il pourra imposer sa volonté aux loups-garous moins haut placés.
Loups Soumis : Dans la meute, les loups soumis sont chéris, protégés et considérés comme un trésor. Ils sont beaucoup moins nombreux que les loups dominants car il faut un caractère fort pour survivre au changement, ce qui n'est généralement pas le cas des soumis. Cela ne fait cependant pas d'eux des lâches ou des incapables. Ils ne ressentent simplement pas le besoin de prouver qu'ils sont les plus forts. Cela fait d'eux des loups fiables dont les autres n'ont pas à se méfier en permanence. Ils sont souvent les confidents de la meute.
Loups Alphas : Un alpha est le chef d'une meute de loups-garous. Il est, de ce fait, le plus dominant de la meute qu'il dirige. Les alphas ont tendance à captiver l'attention de tous, humains ou loups, même s'il sont hideux. Leur rôle est de protéger et contrôler les loups-garous qui sont sous leur autorité. Ils disposent de certains « avantages » liés à leur condition d'alpha. Ils peuvent par exemple puiser dans l’énergie de leur meute pour se transformer ou guérir plus vite. À l'inverse, ils peuvent également transmettre de l'énergie à un membre de la meute qui en aurait besoin.
Loups Omegas : Les Omegas sont encore plus précieux que les loups soumis dans une meute. Ils répandent le calme et la joie parmi les loups qu'ils côtoient. Les Omegas sont capables d’apaiser le loup qui sommeille en chaque loup-garou. Ils sont particulièrement rares car aucun loup-garou sain d'esprit ne pourrait les attaquer, même lorsqu'ils ne sont encore que des humains. Les Omegas sont hors de la hiérarchie de la meute. Ils ne ressentent pas le besoin d'obéir aux loups dominants et peuvent se permettre de donner des ordres à qui ils veulent, sans pour autant que les autres soient contraints d'y obéir. Ils ont un besoin viscéral de protéger les membres de leur meute et de contribuer à leur bien-être.
Loups Solitaires : Il s'agit de loups qui, pour une raison ou une autre, choisissent de ne pas intégrer une meute. C'est une condition particulièrement difficile étant donné que chaque loup ressent, de façon exacerbée, le besoin de côtoyer des membres de son espèce. La mentalité archaïque qui sévit chez les loups-garous fait que les femmes ne sont jamais des loups solitaires.
Sauvageons : Les sauvageons sont des loups, souvent très vieux, incapables de vivre au sein d'une meute et dont le contrôle laisse vraiment à désirer. Ils sont encore assez sains d'esprit pour ne pas être exécutés mais vivent sur le fil du rasoir. Vivants en périphérie du territoire du Marrok, ils sont isolés les uns des autres mais aussi de la meute de ce dernier. Ils appartiennent au Marrok sans pour autant faire partie de sa meute.
Bêtes : Ce sont des loups-garous dominants, particulièrement violents, qui ne ressentent pas le besoin de protéger les plus faibles et les moins dominants. Avant d'avoir été des métamorphes, la plupart des bêtes étaient des sociopathes parmi les humains. Ils peuvent être considérés comme l'inverse d'un Omega.
- Adam Hauptman : c'est le voisin de Mercy et Alpha de la meute du bassin du Columbia après avoir été celui de la meute de Los Alamos. Il mesure environ 1,80 m pour 80 kg, il a les cheveux et yeux bruns et a le teint mat. Il est bel homme dans le style slave et a un charisme naturel. Sous forme de loup, sa fourrure est noire avec le poitrail et le bout des pattes blanche. À la manière d'un chat siamois en négatif. Il est divorcé et a une fille Jessica, "Jesse". Adam est devenu loup-garou au Vietnam du temps où il appartenait aux Forces Spéciales. Adam est l'un des plus puissants Alphas des États-Unis et dans la hiérarchie du Marrok, il est en 4e position (après le Marrok et ses deux fils). Il possède une société de sécurité et a plusieurs contrats avec le gouvernement. Il déteste être un loup-garou et pense être un monstre.
- Anna Cornick Latham: membre de la meute du Marrok et louve Omega, Anna est la femme de Charles Cornick, le fils cadet du Marrok. Elle est l’héroïne de la série Alpha et Oméga se déroulant dans le même univers que celui de Mercy Thompson. Anna est courageuse, profondément gentille et a à cœur le bien être des membres de sa meute. Elle est décrite comme étant d'une beauté moyenne avec des yeux bruns, une peu pâle piquée de taches de rousseur et de longs cheveux bruns tirants sur le roux. Sous forme de loup, elle est plutôt petite, a une fourrure noire et des yeux bleus.
- Asil Moreno ou Le Maure : bien qu'appartenant initialement à la série dérivée Alpha et Omega, Asil fait une apparition dans le tome 7 La morsure du givre. Au moins aussi vieux que Bran, le Maure a plus de mille ans. Ayant de plus en plus de mal à contrôler son loup, il décide de demander au Marrok de mettre fin à ses jours, mais celui-ci décide qu’Asil n'est pas encore assez incontrôlable pour le tuer. Asil est décrit comme étant plutôt beau avec des traits raffinés et élégants. Ses yeux noirs, sa peau couleur Teck et son nez rappellent le moyen-orient mais ses origines sont espagnoles. Sous forme de loup, son pelage est de couleur brune et il est assez grand. Asil est un loup-garou très dominant et a d’ailleurs été alpha d'une meute avant de rejoindre celle du Marrok.
- Auriele : est une louve-garou mexicaine et la compagne de Darryl. Elle est professeur de chimie. Elle prend très au sérieux son rôle de femme du 1er lieutenant de la meute et ferai tout pour celle-ci. La plupart des loups-garou préfèrent affronter la colère de son compagnon plutôt que la sienne.
- Ben : c'est un loup-garou qui a intégré la meute d'Adam à la suite d'un scandale à Londres : 3 viols. Son ancien Alpha a préféré l'envoyer à Adam pour le soustraire à l'enquête. La police n'a trouvé aucune preuve contre lui. Ben est un geek, génie de l'informatique et travaille dans un laboratoire du Nord Ouest Pacifique. Il est assez doué pour maîtriser son loup et est, au début de l'histoire, le dernier des dominants de la meute. Sous sa forme de loup, il est roux. Il a beaucoup d'humour, est souvent grossier et n'apprécie pas les femmes.
- Bran Cornick : c'est le marrok, l'Alpha de tous les Alphas d'Amérique du Nord. Il a plus de 1000 ans. Gallois d'origine, il est arrivé aux États-Unis avec l'explorateur David Thompson dans les années 1800. Il a l'apparence d'un jeune homme blond sans traits particulier et il sait parfaitement se fondre dans son environnement au point que n'importe quel loup ne sachant pas qui il est ne puisse deviner qu'il est un loup extrêmement puissant. Son loup a un pelage couleur caramel avec le bout de la queue blanche, il est très petit pour un loup-garou, ce qui montre qu'il ne faut jamais se fier aux apparences. Il semble avoir la capacité de lire les pensées des gens bien qu'il dise le contraire et est toujours très bien informé des événements. Il est aussi barde.
- Carlos : Il s'agit de l'un des loups de la meute du bassin du Columbia. Il travaille pour Adam dans une entreprise de sécurité.
- Charles Cornick : c'est le second fils de Bran, le Marrok. Il est né d'une mère d'origine indienne et loup-garou qui a usé de sa magie pour ne pas se métamorphoser pendant neuf mois. L'effort qu'elle a fait pour cela l'a tuée à la naissance de son fils. Il est donc le seul loup-garou de naissance et a hérité des affinités de sa mère avec les esprits. Il gère l'argent de la meute du Marrok et le fait fructifier. Il est 2e loup le plus dominant d'Amérique du Nord après son père. Il est également le compagnon d'Anna.
- Darryl Zao : c'est le 1er lieutenant de la meute du Bassin du Columbia. Sa mère était chinoise et son père africain. Il est ingénieur dans des laboratoires du Nord Ouest Pacifique et est aussi un excellent cuisinier. Il a souvent des relations conflictuelles avec Warren, le 2e lieutenant de la meute. Sous forme de loup, son pelage est tacheté. Il accepte difficilement que son Alpha s'intéresse à une changeuse coyote. Il est décrit comme étant grand, particulièrement beau avec des traits exotiques et une peau noire.
- David Christiansen : vieil ami d'Adam, David a été transformé en même temps que lui par un seigneur de guerre qu'ils étaient censé tuer durant la guerre du Vietnam. Il est à la tête d'une équipe de mercenaires humains qui lui font office de meute car l'ancien militaire abhorre sa condition de loup-garou et ne supporterait pas de vivre au sein d'une meute de loups. Son équipe est spécialisée dans la récupération d'otages, et leur réputation leur permet de n'accepter que les missions où il y a « un méchant et un gentil ». De par son caractère posé et ses actions héroïques, David fut le premier Loup-garou à être présenté au public et à faire son coming-out. Sous forme humaine, David a la peau noire d'une teinte tellement foncée qu'elle parait bleutée. Sous sa forme de loup, son pelage est roux avec une pointe de noir sur le bout des oreilles et le pourtour des yeux. Son histoire est plutôt tragique puisque, n'ayant pas conscience de sa condition de loup-garou, il a tué sa femme sous le coup de la colère en la découvrant dans les bras d'un autre homme lors de son retour du Vietnam. Il est père de deux fils et d'une fille et est également deux fois grand-père.
- Henry : Il s'agit d'un membre de la meute du Bassin du Columbia. Il a l'apparence d'une personne sympa. Il est intelligent, rapide et se trouve derrière Paul dans la hiérarchie de la meute. Il travaille dans les finances et est le petit ami de Marie-Jo bien que les événements du tome 5 mettent fin à leur relation.
- Honey : Il s'agit d'une membre de la meute du Bassin du Columbia. Honey est la femme de Peter Jorgensen. Elle est très belle même sous sa forme de louve : petite, de la taille d'un berger allemand avec des pattes épaisses, une fourrure brun clair tirant sur le doré et des yeux gris. Sous forme humaine, Honey a des cheveux longs de couleur bruns dorés et est toute en courbes féminines. Elle ne s'habille qu'avec des vêtements chics et n'apprécie pas le changement en règle générale. Si elle avait été un homme elle serait premier ou second lieutenant dans la meute. C'est une combattante vicieuse mais étant mariée à Peter, elle est dans les derniers rangs de la meute.
- Kara Beckworth : devenue louve à l'âge de 10 ans, Kara est, selon Bran, la plus jeune lycanthrope qui ai jamais vu le jour. Incapable de contrôler son loup, elle est enfermée dans une cage par ses parents lors de chaque pleine lune. Lorsque Kara atteint l'âge de treize ans, son loup devient tellement incontrôlable que son père décide de chercher de l'aide. Il s'adresse d’abord à Mercy et il est convenu que sa fille intégrerait le meute du bassin du Columbia, mais à la suite de certains événements, elle finit par rejoindre la meute du Marrok. Après de nombreux efforts et avec l'aide d'Asil, Kara apprend finalement à contrôler son loup.
- Kelly: Membre de la meute du bassin du Columbia, Kelly est décrit comme étant un grand homme tranquille. Il travaille dans une jardinerie des Tri-Cities.
- Leah Cornick: Née au XVIIIe siècle, épouse de Bran Cornick, le Marrok, elle est la louve la plus dominante d'Amérique du Nord grâce à la puissance qu'elle tire du lien qui l'unit à son mari. Physiquement, elle est décrite comme étant jolie avec des traits réguliers et est très grande pour une femme. Elle est particulièrement musclée et ressemble à une déesse nordique géante avec ses cheveux blond foncé et ses grands yeux aussi bleus que l'eau d'un lac. Son caractère parfois odieux la rend antipathique aux yeux d'un certain nombre des membres de sa meute. Elle est vicieuse, égocentrique, rancunière, d'une intelligence moyenne et semble apprécier davantage le prestige et la puissance apporté par la position de son mari que son mari lui-même. Elle est, toutefois, extrêmement honnête, tenace et n'hésite pas à mettre ses problèmes de côté lorsque le devoir l'appelle.
- Marie-Jo : c'est une des trois louves-garous de la meute du Bassin du Columbia. Elle exerce le métier de pompier. Sous forme humaine, elle est décrite comme solide, petite et athlétique. Elle est en couple avec Henry durant une courte période avant que ce dernier change de meute. Elle est aussi le médecin de la meute et se trouve à 8 rangs d'Adam dans la hiérarchie de la meute. Elle est amoureuse d'Adam et estime que ce dernier mérite mieux qu'une louve comme elle ou une changeuse coyote comme compagne. Marie-Jo fait partie des membres de la meute pour qui l'orientation sexuelle de Warren pose un problème bien qu'elle le cache.
- Paul : c'est un membre de la meute du Bassin du Columbia. Il est grand et blond avec une barbe rousse et est décrit comme étant un loup-garou assez dominant. Il n'apprécie pas Warren à cause de son orientation sexuelle et le fait qu'il soit juste au-dessus de lui dans la hiérarchie de la meute. Il est plein d'amertume et apprécie peu de personnes.
- Peter Jorgensen : c'est un loup-garou soumis et un plombier indépendant. Il est calme, pas très beau et mince. Il était chef d'escadron avant son changement (probablement lors de la guerre de l'indépendance des États-Unis). En tant que seul loup soumis de la meute du Bassin du Columbia, il est considéré comme le cœur de la meute.
- Samuel Llewellyn Cornick : il est gallois, est le fils aîné de Bran et est le 3e loup le plus dominant d'Amérique du Nord. Sous sa forme de loup-garou, il est très grand, même pour son espèce. Sa fourrure est blanche et ses yeux, blanc glacier cerclés de noir. Il est drôle, charmant et très calme pour un loup même s'il lui arrive d'être têtu, dominant et agressif. Il aime les loups et les êtres humains. Il a eu 3 femmes, a perdu 18 enfants avant terme, d’autres bébés et seuls huit ont atteint l’âge de 3 ans. Un seul de ses enfants a atteint l’âge adulte. Cela le rend solitaire et malheureux malgré son humour. Samuel est médecin et depuis le tome 2 habite dans les Tri-Cities. Auparavant, l’un de ses rôles dans la meute de son père, était d’apprendre aux jeunes loups à maîtriser leur colère permanente. Il est aussi chanteur et musicien (violon, guitare, bodhrán, harpe) et fait parfois des concerts. Son loup a une bonne maîtrise de soi et est très protecteur (plus que Samuel l'humain). Il vit en tant que loup solitaire.
- Sherwood Post: Sherwood est un loup qui appartient à la meute du Bassin du Columbia. Il a été détenu et torturé par des sorcières pendant des très longues années. Il est, d’ailleurs, à ce jour, le seul loup auquel il manque une patte (ou une jambe selon la forme). Complètement amnésique, il a choisi son nom en s'inspirant de deux livres posés sur le bureau du Marrok lors de leur première rencontre. D'après certains très vieux loups-garous sauvageons , Sherwood serait un homme bon et héroïque. Il est apparemment très vieux et parle plusieurs langues. Il travaille actuellement sur des chantiers de construction.
- Warren : c'est un loup-garou de la meute du Bassin du Columbia et un ami de Mercy. C'est le 2e lieutenant d'Adam et il a pour compagnon un être humain dénommé Kyle. Avant sa rencontre avec Mercy, il était un loup solitaire à cause de son homosexualité. Mercy l’a présenté à Adam. Depuis, il est devenu le meilleur ami d’Adam et son second lieutenant dans la meute. Il a une très bonne maîtrise sur son loup. Au début de l'histoire, il travaille dans un supermarché. À partir du tome 3, il devient détective privé et parfois garde du corps et travaille pour Kyle.
- Zack Drummond: Il s'agit d'un loup soumis, membre de la meute du Bassin du Columbia et fils de Libor, le loup Alpha de la meute de Prague. Zack est décrit comme étant de type caucasien et de taille moyenne avec des cheveux bruns bouclés rassemblés en une queue de cheval. Il a les yeux bleus. Il est plutôt calme et solitaire mais a aussi un côté enjoué.

### Autres Métamorphes
- Changeur/métamorphe ou avatar : un changeur ne dépend pas du cycle lunaire pour se transformer. Il peut communiquer avec les fantômes et est quasiment insensible à la magie des créatures surnaturelles dont celle des vampires qui les tuaient systématiquement, il y a plusieurs années.
- Mercy Thompson : sa mère avait 17 ans à sa naissance. Mercy a fait des études d'histoire, mais n'a pas poursuivi dans cette voie faute d'emploi ; elle est passionnée de mécanique (surtout de Volkswagen). Mercy est un coyote, une « changeuse » (pouvoir hérité de son père indien). Elle a la capacité de détecter la magie d'où qu'elle vienne, de voir et de parler aux fantômes et même de les contrôler (La croix d'ossement). Elle peut voir au travers du glamour des faes et peut transmettre ce pouvoir en donnant son sang. Elle a vécu dans un premier temps dans la meute de Bran, puis à l'âge de 16 ans chez sa mère à Portland. Elle vit dans les Tri-Cities dans le quartier de Finley en pleine campagne dans un mobile-home. Mercy possède un garage et est mécanicienne, spécialisée dans les voitures allemandes, depuis le départ en retraite de son ancien patron et ami Zee. Mercy s'entraîne régulièrement au Shisei Kai Kan[note 2] au dojo et est ceinture violette de judo. Adam l'a officiellement déclarée comme compagne auprès de sa meute sans son avis. Mercy se décrit comme très indépendante, têtue et vicieuse.
- Joe Vieux Coyote : il est originaire de Browning, Montana et vient d'une longue lignée d'hommes-médecine. Il est mort dans un accident de la route trois jours après sa rencontre avec Margi. On apprend dans le tome 6 que ce sont en réalité des vampires qui sont à l'origine de son décès. Ce dernier avait en effet l'habitude de détruire les vampires qu'il trouvait et cette manie s'est retournée contre lui. Joe Vieux Coyote est une sorte de "peau" qu'aurait revêtu Coyote alors qu'il s'ennuyait. Il est le père biologique de Mercy bien qu'il ne soit qu'une incarnation de Coyote. Ses sentiments à l'égard de Margi étaient sincères et profonds. Un soir, il a aperçu Margi aux prises avec un homme violent et a volé à son secours. Tous deux ont fait connaissance à la suite de cet événement. Il n'a jamais su que Margi attendait un enfant.
- Gary Laughingdog : il s'agit d'un coyote, demi-frère de Mercy mais beaucoup plus âgé (il indique s'être engagé dans l'armée en 1917). Il apparaît pour la première fois dans La Faille de la nuit.
- Fred Owens et Hank Owens : il s'agit de frères changeurs, qui peuvent de transformer en Faucon à queue rouge. Ils apparaissent pour la première fois dans La Marque du fleuve.
- Marcheur : Le terme vient des marcheurs de peau des tribus indiennes du Sud-Ouest américain, essentiellement chez les Hopis et les Navajos qui avaient besoin d'une dépouille animale (généralement loup, coyote) pour pouvoir changer d'aspect. Ce sont des magiciens maléfiques qui répandent la mort et la puanteur.
- Guayota : il s'agit d'un Grand Manitou, le dieu du volcan de l'île de Tenerife, dans les îles Canaries. Sous forme humaine il se nomme Juan Flores et peut se transformer en un grand chien sortie des feux de l'enfer[1]

### Les Humains
- Jessica Tamarind Hauptam ou Jesse: est la fille d'Adam. Elle a 15 ans au début de la série. Les loups-garous ne peuvent enfanter que des humains, elle est donc totalement humaine. Dans le 1er tome, elle est en vacances chez son père et se fait enlever. Puis, après que sa mère l'a laissée seule pendant quelques jours, elle habite en permanence chez son père. Elle est précoce, fière et excentrique. Elle est très attachée à Mercy et à la meute de son père qu'elle considère comme sa famille. Afin de pouvoir se défendre des humains, elle pratique l'Aïkido. Elle est appréciée des loups de la meute et de Samuel.
- Kyle Brooks: est le compagnon de Warren et ami de Mercy. Il est diplômé de Cornell et est avocat spécialisé dans les divorces. Comme Warren, il est solitaire et seule sa sœur Ally a gardé le contact avec lui malgré son orientation sexuelle. Il a été déshérité par ses parents et a vécu dans un milieu conservateur. Il est souvent taquin et toujours bien habillé.
- Gabriel Sandoval: apparaît à partir du tome 2 en tant que lycéen de 16 ans et demi. Il vit chez sa mère avec ses sœurs. Pour aider sa mère (qui est pauvre mais fière) et financer ses études, il devient aide-mécanicien pour Mercy. Il sort avec Jesse, la fille d'Adam.
- Tony Montenegro: est un ami de Mercy. Sa première rencontre avec Mercy date de quelques années, il possédait alors une petite boutique de prêt sur gages. En réalité, c'est un agent de police infiltré de Kennewick. De mère italienne et de père vénézuélien, il est typé à la fois mexicain ou afro-américain. Il peut sembler avoir 18 ans mais est plus âgé. Il est très doué pour changer d'apparence au point que même sa mère ne le reconnaîtrait pas si elle le croisait dans la rue. Jusqu'à présent, seule Mercy a été capable de percer tous ses déguisements et seulement grâce à son odorat. Il apprécie la mère de Gabriel Sandoval, Sylvia, et l'a présentée à Mercy.
- Margi: Il s'agit de la mère de Mercy. Elle est fan de rodéo, c'est là qu'elle est tombé amoureuse du père de Mercy, un cow-boy du nom de Joe Vieux Coyote, à l'âge de 17 ans. On la voit[Qui ?] rarement mais elle est présente lors de deux moments importants de Mercy : un malheur et un bonheur. Elle vit à Portland.
- Aiden: Il s'agit d'un enfant humain ayant été retenu En-Dessous pendant des siècles. Afin de lui permettre de survivre en son sein, En-Dessous lui a accordé une affinité avec le feu, ce qui lui permet de produire et manipuler cet élément. Devenu un homme dans un corps d'enfant, il parvient finalement à s'échapper d'En-Dessous mais est rapidement capturé par les Faes qui lui jalousent les pouvoirs qui lui ont été accordés. Avec l'aide de Zee, il parvient à s'échapper une nouvelle fois et trouve refuge auprès de la meute du bassin du Columbia.

### Les Faes
- Fae : les faes sont européens. La plupart des faes ne supportent pas le contact du fer. Les Metallzaubers (ou Gremlin) sont des faes qui savent manier les métaux de toutes sortes. La plupart des faes inférieurs ont à peu près la même espérance de vie qu’un être humain. Ils sont incapables de mentir mais savent manipuler la vérité afin de vous faire croire ce qu'ils veulent. Il est préférable de ne jamais dire merci à un fae, il pourrait le considérer comme une sorte de reconnaissance de dette. Certains d'entre eux étaient capables d'enchanter des objets. La magie de la plupart de ces objets magiques se dissipe dans l'eau. Tous les cadeaux des faes finissent par se retourner contre leur propriétaire.
- Les seigneurs gris : sont de puissants Faes chargés de diriger et canaliser le peule fae. Il y a une vingtaine d'années, avec l'avancée de la science, ils décident de révéler l'existence des faës en obligeant les plus faibles et les plus mignons d'entre eux à se révéler. Ils décident aussi, face à la violence des humains envers leur peuple, de créer quatre grandes réserves de faës (dont Walla Walla, Umatilla). Ils considèrent les êtres humains comme des effluves.
- Siebold Adelbertsmiter de la Forêt Noire de Drontheim,  Zee, pour les intimes, est l'ancien patron de Mercy, un fae et aussi un ami. Il est un Metallzauber, le Forgeron Noir, et, il a reçu le baiser du Fer lui permettant de le manier. Il est parfois appelé le tueur d'Adelbert. D'après une légende, il aurait forgé une lame capable de tout couper mais l'épée avait tendance à se retourner contre celui qui l'utilisait. C'était le fils du Roi de Norvège. Il a dû prendre sa retraite il y a 5 ou 6 ans, lors de son coming-out, et a vendu son garage à Mercy. Mais il vient de temps en temps aider Mercy. Avec son glamour, il est de taille moyenne, a l'apparence d'un quinquagénaire dégarni, doté d'un petit ventre avec le visage marqué. Sans son glamour, il fait une trentaine de centimètres de plus, sa peau est plus foncée, sa chevelure, nettement plus longue, est dorée ou argentée et il a des oreilles pointues. Il vit dans la réserve de Walla Walla.
- Tad est le fils de Zee et l'ancien assistant de Mercy mais a quitté ce travail pour partir dans une des universités d'Ivy League, après avoir obtenu une bourse. Il est métissé humain mais partage le même pouvoir sur le fer que son père. Il a 19 ans mais on[Qui ?] ne sait pas s’il est immortel.
- Oncle Mike est un fae très ancien et membre du conseil de Walla Walla. Il possède un bar pour surnaturels. Par un sort, les humains sont incapables d'y entrer. Il a des origines irlandaises. Avec son glamour, il est de taille moyenne, musclé et a un visage plaisant avec des cheveux bruns et du charisme. Il hait autant qu'il craint les Seigneurs gris et il respecte les humains. Il peut utiliser un sort pour rendre les gens heureux même dans un moment grave.
- Ariana ou Alice Brewster : est la grand-mère de Phin et une fae qui est liée aux quatre éléments de l'univers : terre, air, feu, eau. Avec son glamour, elle prend soit l'apparence d'une femme aux cheveux gris d'une soixantaine d'années soit celle d'une jeune femme blonde et bronzée. Sans son glamour, Ariana est décrite comme plus bronzée que Mercy avec une chevelure courte et argentée semblable à des plumes, un nez trop petit et des yeux trop grands pour paraître vraiment humaine. Son corps est également couvert de cicatrices, vestige de son passé douloureux. Elle serait un vieil amour de Samuel avec qui elle emménagera à la fin du tome 5. De par son père, le seigneur des forêts, elle est à la fois sidhe et fae des bois et a une créature sylvestre en elle. Elle nourrit une profonde frayeur envers les loups-garous et a tendance à perdre le contrôle de ses pouvoirs en leur présence. Le seul qu'elle tolère complètement est son compagnon, Samuel Cornick.
- Phinéas Brewster ou Phin : est libraire spécialisé aux ouvrages anciens de collection. Il est métissé humain d'une apparence d'un homme blond d'une trentaine d'années. Sa seule magie est sa capacité de savoir en touchant un objet quand il a été fabriqué et à qui il a appartenu.
- Haida : est un personnage qui apparaît dans "Cœur d'argent", la première histoire du recueil de nouvelles entourant l'univers de Mercy Thompson: "Ombre Mouvante". Il s'agit d'une Hobgoblin  attachée au service de la famille d'Ariana. Haida fait la moitié de la taille d'un humain et sa peau d'une teinte gris-vert est recouverte de poils rêches. Ses yeux sont plus grands que ceux d'un humain et ses dents sont petites, aiguës et vertes. Elle a une affinité avec la "magie sauvage" qui subsiste dans chaque élément et est plus proche du cœur de la magie que les sont les hauts faes comme Ariana. La Hobgoblin, en plus d'être douée pour la cuisine, est capable d'effacer momentanément les souvenirs et d’apaiser la maison d'Ariana, construite En-Dessous, lorsque c'est nécessaire.
- Alistair Beauclaire : aussi nommé « Gwyn ap Lugh » (fils de Lugh) ou « Prince des seigneurs gris », fait sa première apparition dans le tome 3 de la série dérivée de Mercy Thompson, Alpha et Omega puis dans le tome 7 de la série principale. Il s'agit d'un seigneur gris d'un très grande puissance qui a notamment une affinité avec l'eau. Avec son glamour, Beauclaire ressemble à homme grand et gracieux aux cheveux châtain grisonnants sur les tempes. Sans son glamour, sa beauté semble inhumaine et effrayante. Durant son séjours parmi les humains, il a travaillé en tant qu'avocat. Il est responsable de la retraite des faes dans leurs réserves et en veut aux humain pour leur mépris de la justice. Il fait cependant partie des faes qui ne souhaitent pas mener une guerre contre les humains, plus par crainte de perdre trop des siens que par compassion pour l'humanité. Il est le propriétaire légitime de la canne de Mercy bien que cette dernière continue de suivre la changeuse au lieu de rester avec lui.
- En-Dessous : Il s'agit s'agit d'un lieu magique et mystérieux existant depuis des millénaires et servant de refuge et de lieu de vie aux Faes. Avec la montée du christianisme et l'invention du fer froid, En-Dessous a peu à peu fermé ses portes, empêchant les Faes de revenir en son sein. Le temps ne s'écoule pas de la même manière En-Dessous et dans le monde réel, bien qu'il soit plus stable que dans l'Elphame de la reine des fées. En général, il n'y a pas plus d'une semaine de décalage avec le monde des humains. En-Dessous est capable de faire apparaître n'importe quel objet ou nourriture à sa guise, de transformer ses paysages au fil de ses envies, de fermer ses portes de l'extérieur et d'accorder des pouvoirs élémentaires à de simples humains. En-Dessous est, par contre, incapable de tuer de manière directe, bien qu'elle puisse par exemple empoisonner un aliment qui servirait à la consommation de l'un de ses invités. On apprend[Qui ?] dans le tome 9 qu'En-Dessous est bien plus qu'un simple lieu magique et qu'il s'agit d'une entité à part entière. Elle a pour habitude de prendre une apparence féminine qu'elle peut changer à sa guise et ne ressent pas la douleur. Le manque de considération des Faes pour elle aurait provoqué sa colère et serait aussi responsable que le christianisme de son rejet des Faes.
- Edythe ou "la fille au Yo-Yo" :  est une fae membre du conseil de la réserve de Walla-Walla qui a des pouvoirs particulièrement puissants. Elle apparaît pour la première fois à Mercy sous la forme d'une fillette de 9 ans jouant au yo-yo, d'où son surnom. Mercy pense qu'Edythe est une Fae particulièrement effrayante qui prend plaisir à prendre l'apparence d'un être faible et fragile. Il lui arrive environ une fois par siècle d'avoir des visions qui mènent à un désastre si elles ne sont pas prises en compte. Dans le tome 6, c'est sur son terrain de camping qu'Adam et Mercy passent leur lune de miel.
- Nemane ou la grande Corneille : est un seigneur gris qui peut prendre la forme d'un corbeau à trois plumes sur la tête. Son autre nom est Morrigan, la déesse celte de la guerre. Par le passé, l'un de ses rôles était de donner le coup fatal aux guerriers agonisants dans une bataille pour abréger leurs souffrances. Elle préfère la justice au massacre mais peut aussi prendre le rôle de bourreau. Elle est aveugle. Elle se fait passer pour le docteur Stacy Altman au près des humains et travaille dans le département d'études du Folklore à l'université d'Oregon.
- Baba Yaga figure dans des légendes de l'Europe de l'Est. Elle mangeait les enfants. Elle a des doigts ventousés. Elle a la possibilité de réparer le corps d'une personne morte.
- Aiden Fideal ou Le Fideal : est un fae aquatique des marais ou kelpie. Il est aussi professeur d'économie. Son rôle est de vérifier que les anti-fae ne sont pas trop dangereux. Sa nourriture préférée sont les enfants humains dont il est privé depuis que les seigneurs gris ont décrété qu'il était interdit d'en manger. Son autre forme est un petit poney avec des branchies au cou et des crocs.
- Donnell Greenleaf ou l'homme-chêne : est un fae prisonnier de James Blackwood. Son espèce est physiquement de petite taille, un mètre vingt, mais bien bâti. Ils se nourrissent de la lumière du soleil, peuvent la sentir où qu'ils soient. Ils peuvent aussi se nourrir de sang.
- Ymit ou Elfe des neiges :  Il s'est lui-même surnommé « Elfe des neiges » comme bon nombre d'autres Faes contraints de donner une dénomination à leur espèce pour figurer sur les listes humaines. Sans son Glamour, Ymit ressemble à un humanoïde de couleur gris et bleu d'une taille imposante avec une légère bosse se trouvant à l'endroit de son nez. Il possède de petits yeux argentés, une bouche garnies de dents impressionnantes et de la neige tombe de son corps lorsqu'il bouge. Avec son glamour, il est de petite taille et a une voix douce avec un fort accent nordique. Il dit avoir une seconde forme véritable et dirigeait une meute de loups-garous par le passé.
- Daphné Rondo : est une Reine des fées. Chez les humains, elle est une productrice et fait partie de plusieurs groupes anti-faes. Elle avait le pouvoir de contraindre les personnes à lui obéir et peut savoir si on la trahit.
- Le fae des mers : est un seigneur gris dont on ignore le nom et qui vit dans le Royaume des Mers qui se trouve dans le monde d'En-Dessous.
- Le chevalier des eaux : ou Petit Poisson est un Fae aquatique qui apparaît dans le tome 5.
- Murdhuacha : est une espèce de sirène gaélique.
- Troll : Il s'agit de créatures qui, sans leur glamour, ressemblent à d'immenses monstres couvertes de mousse et de lichen verdâtre. Pourvus d'une force impressionnante, les trolls sont aujourd'hui peu nombreux. Il existe une sorte de magie en rapport avec l'eau vive qui lie les trolls aux ponts.

### Les Vampires
- Vampire : Seul un symbole représentant la religion (toute religion : Christianisme, Judaïsme, Musulmane…) comme la croix (ou un agneau, Mercy en porte un) et la foi peuvent éloigner un vampire. L’ail et la prière ne marchent pas mais un vampire doit être invité s'il veut rentrer chez une personne. La plupart des vampires vivent dans un « essaim » avec un maître ou une maîtresse et ses sujets. Le jour, le vampire est inoffensif car il est mort et a besoin de magie ou d’autres personnes pour se protéger. Les vampires procèdent comme une mafia : toute entreprise tenue par un être surnaturel trop faible pour se protéger d'eux doit obligatoirement payer une certaine somme en guise de protection contre les buveurs de sang. Croiser le regard d’un vampire est risqué : hypnose. Certains vampires arrivent même à hypnotiser un loup-garou. Ils ont également la possibilité de modifier la mémoire des êtres humains ou autres vampires. Comme chez les loups-garous, les vampires incapables de se maîtriser sont éliminés. La morsure ou le « Baiser du Vampire » ensorcelle la victime qui peut en mourir par la suite. Plus le vampire est haut placé plus le « Baiser » est fatal. Un être humain mordu, même une fois, est sous le pouvoir du vampire qui l’a fait. Certains loups-garous réagissent mal à ça car ils se réveillent avec l’incapacité de bouger et comme seul souvenir la morsure. La soif du sang est une vieille cérémonie, interdite depuis des siècles, qui rend un vampire en son pouvoir. Celui-ci change de forme, yeux rouges et crocs à l’air, et se baigne dans le sang et la chair. La ‘soif du sang’ peut rendre le vampire amnésique. Pour tuer un vampire, il faut un pieu (plus efficace en chêne, frêne ou if) dans le cœur puis le décapiter. On peut[Qui ?] utiliser aussi le feu, l'exposition directe au soleil ou un bain d'eau bénite. Un lieu consacré l'enflamme automatiquement mais il en ressent les effets avant. Leur nourriture est stockée chez eux : entre 3 et 7 êtres humains appelés moutons qui vivent de 1 à 6 mois. Ils appellent ça une ménagerie ou un troupeau. Lorsqu'un vampire disparaît, les vampires se vêtent de blanc en sa mémoire et pour éviter que les humains de celui-ci dévoilent leur existence, ils les déplacent dans d'autres ménageries de l'Essaim ou les tuent. Au bout de quelques années, un vampire développe une connexion psychique avec l'humain. Après l'échange de sang, l'humain devient plus fort, ressent moins la douleur et peut appeler le vampire à lui, sauf que le vampire n'est pas obligé de venir (le vampire a ce même pouvoir). Un vampire neuf est généralement sous le contrôle de son Sire (si ce n'est pas le cas, il est éliminé), avec l'âge et l'accumulation de puissance, cela s'atténue et disparaît si le Sire meure. Leur sang peut aider une personne à combattre certaines maladies sanguines comme la drépanocytose, la leucémie... Les vampires les plus faibles sont incapables de survivre seuls, ils doivent vivre dans l'Essaim et boire le sang de leur maître qui se nourrit aussi d'eux. Dès qu'un vampire n'a plus besoin du sang de son maître, il devient alors territorial et cherche à créer sa propre ménagerie. Les vampires se reproduisent très lentement, ils prennent donc soin des nouveaux. Lorsqu'un vampire boit le sang du Maître de l'Essaim, il a la possibilité, si le Maître est aussi son Sire, d'invoquer les dons et les pouvoirs de celui-ci. Le symbole d’un X en forme d’os, couleur ivoire avec ombrage gris est la marque du traître et une déclaration de guerre.
- Stefan est un puissant vampire. Il possède un minibus Volkswagen aux couleurs de la Mystery Machine de Scoubidou dont il est fan. Il est assez grand, a des traits réguliers et parait avoir environ 20 ans. Il est client et, malgré son côté vampire, ami de Mercy. Il a des sentiments pour Mercy et ferait beaucoup de choses pour elle. De son vivant, il était mercenaire au temps de la Renaissance. Il a la possibilité de faire en sorte qu’une conversation reste privée. Il peut aussi se téléporter en emmenant s'il le veut une personne à la fois mais cela l'épuise énormément. Son Sire est Marsilia mais il n'a jamais été sous son contrôle, il est aussi son favori. Il fait partie de l’essaim de la Columbia Centrale et son surnom est le Soldat. Il a une très grande maîtrise de soi et a la réputation d'avoir un cœur tendre. Il a environ 14 humains dans sa ménagerie. Contrairement aux autres vampires, il s'occupe bien de ses humains qui vivent plus longtemps que la normale car généralement, il ne les tue pas. Pour cela, il utilise l'échange de sang. Il arrive que l'humain développe certaines capacités comme voir dans le noir, avoir plus de force ou encore être capable de bouger des objets. Ses humains l'apprécient. Il est aussi capable de contrôler l'esprit d'une douzaine de personnes et de se nourrir à distance.
- Marsilia est un vampire et la maîtresse de l’Essaim de la Columbia Centrale. Elle a l’apparence d’une femme d’une vingtaine d’années, des cheveux blonds et des yeux bruns. Elle n’est plus elle-même depuis son bannissement de l’Essaim de Milan à cause de sa préférence pour les loups-garous en tant que nourriture. Elle est restée 200 ans endormie. Elle a la capacité de se téléporter, comme Stefan. Elle a vampirisé Stefan, et bien qu'elle manque de contrôle sur lui, elle l'a gardé parce qu'elle en était amoureuse. Elle a six puissants vampires dans sa meute mais seuls Stefan et André lui appartiennent. Il arrive qu'elle ait des visions de l'avenir. Elle peut aussi transférer vers elle ou supprimer les liens entre un vampire de l'Essaim et ses humains.
- Wulfe est un vieux et puissant vampire sous la forme d'un adolescent aux cheveux blonds. C'est aussi un sorcier d'où son surnom "Sorcier". Il est le seul capable de lire la vérité grâce au siège de l'interrogatoire. Il appartient à l'Essaim de Marsilia mais n'a pas été vampirisé par elle. Il a aussi la possibilité d'être vivant le jour. Sa fidélité à Marsilia et à l'essaim n'est pas certaine, ses actes étant parfois ambigus.
- André est un vampire créé par Marsilia. Il a vampirisé un des moutons de Stéfan ce qui provoque un conflit entre eux. Il est jaloux de Stefan car celui est le favori de Marsilia. Il sait comment vampiriser un démonologue et est décrit comme plus puissant que Stefan. Ses pouvoirs sont apparemment fluctuants et il n'est pas toujours capable de les utiliser. Son surnom est le Courtisan.
- James « Jim » Blackwood dit "Le monstre" est un vampire solitaire qui possède le territoire de Spokane. C'est un industriel spécialisé dans les munitions spéciales dont celles destinées à tuer un loup-garou, comme des Black Talon[note 3] en argent. Il est d'un naturel joyeux et semble rassurant. Humain, James Blackwood était gentil et attentif. Il peut utiliser les pouvoirs, pendant un temps, des êtres dont il se nourrit. C'est la raison pour laquelle il a consommé sa maîtresse. Il peut effacer ou implanter des souvenirs et garder une personne en vie très longtemps. Grâce à l'homme-chêne, il peut être actif le jour.
- John est un jeune homme, entre seize et vingt ans. Il a été vampirisé et tué par James Blackwood, malgré ça, il aime son maître. Il est maintenant un fantôme. D'après ses vêtements, il a dû vivre au XIXe siècle.
- Catherine est la personne qui a vampirisée James Blackwood. Elle pouvait, avec du sang donné de plein gré, tuer quiconque seulement en le touchant. Elle était crainte de tout le monde, d'où son surnom "Grand-Mère Mort". Elle était aussi maîtresse de son Essaim. James l'a tuée ; elle est maintenant un fantôme.
- Thomas Hao fait sa première apparition dans le tome 7. Il s'agit d'un vampire originaire de San Francisco ou il règne sans partage. De taille moyenne, il est de type asiatique et a des cheveux bruns. Il s'allie temporairement à Marsilia pour mettre fin aux rêves de conquête d'un vampire devenu trop puissant.

### Divers
- Médée est une vieille chatte, de race de Manx. Elle a la particularité d'aimer tout le monde même les changeurs, loups-garous et les vampires. Elle appartient à Mercy.
- Elizaveta Arkadyevna Vyshnevetskaya est la plus puissante des sorcières du nord-ouest des États-Unis. Elle est employée par la meute d'Adam et l'essaim de Marsilia pour faire le nettoyage après tueries, par exemple. Elle est née à Moscou (Russie) et vit dans les Tri-Cities depuis environ 20 ans. Elle est grande (env. 1,80 m), maigre et a les yeux gris. Elle a des enfants et petits enfants. Elle a la possibilité d'inverser la métamorphose d'un loup-garou.
- Robert Arkadyevna est un sorcier et le petit-fils d'Elizaveta à qui il sert, entre autres, de chauffeur. Il apparaît dans le tome 1 où il tente de tuer Adam à l'aide d'un sort mortel. Il est puni par sa grand-mère et présumé mort. Robert est décrit comme étant un beau et puissant sorcier.
- Démon : Les démons sont des êtres qui n’ont pas de corps et sont donc obligés de posséder une victime de chair et de sang afin de se nourrir jusqu’à ce qu’il ne reste plus rien. Leur principal but est la destruction, donc une simple possession ne dure pas longtemps car il lui est impossible de passer inaperçu. Connaître le vrai nom d’un démon donne un certain pouvoir sur lui. Techniquement les démons les plus puissants ne peuvent venir dans le monde des humains sauf si on les convoque. Il est impossible de tuer un démon mais on peut le rendre impuissant en tuant son hôte[Qui ?].
- démonologue est un être vivant qui a passé un pacte avec le démon pour la connaissance et la puissance. Le principal but est toujours le plus de destruction mais ce n'est pas le démon qui a le contrôle. Il peut donc rester inaperçu jusqu'à ce que le démon gagne le contrôle. Le démonologue rend les loups, les faes et les sorciers incontrôlables.

## Objets magiques ouartéfacts
- Siège d'interrogatoire a été créé par Wulfe. C'est un fauteuil en chêne orné de gravures et de parements de cuivre terni dont les bras ont des pointes de cuivre sur lesquelles on empale les mains de "l'interrogé", et qui - par le pouvoir du sang (qui coule sur le cuivre) permet à Wulfe de détecter les mensonges grâce à la magie du sang. Il combine la magie vampirique et celle traditionnelle.
- Canne : Il s'agit d'une vieille cane en bois gris ciselée d'argent. Elle a été fabriquée par Lug .D'après une légende, elle a été offerte à un fermier qui laissait des offrandes devant sa porte pour les faes. Tant qu'il la gardait ses brebis avaient deux agneaux jumeaux par an et en bonne santé. Mais un jour, il la perdit dans une rivière, lorsqu'il revint chez lui, une inondation avait recouvert ses champs et une partie de ses moutons était morts. Il ne retrouva jamais la canne. C'est un objet fae très ancien qui a fini par développer certaines capacités comme choisir elle-même son propriétaire ou suivre Mercy un peu partout. Il existe d'autres cannes ensorcelées permettent de ne jamais se perdre (ni de pouvoir s'éloigner de chez soi) ou voir les gens tels qu'ils sont (ou au moins leurs défauts). Dans le tome 8, Coyote émet l'hypothèse qu'il n’existe en réalité qu'une seule canne qui rassemble ces trois pouvoirs. On en a en partie la preuve dans le tome 9 puisque Mercy utilise la canne pour retrouver la sortie d'En-Dessous. Elle est finalement détruite dans ce même tome en se sacrifiant pour sauver la vie de Mercy.
- Grimoire d'argent est relié de cuir clair et embossé de motifs à feuilles d'or. C'est un glamour et a pour titre "Réalité de la Magie". Il a été écrit par un fae et traite des contes de fées, comme Nain Tracassin ou Hansel et Gretel, réécrits d'un point de vue différent. Il se révèle dans le feu ou dans la mort du propriétaire.
- Médaillon : c'est un disque en or, sa face représente un lézard, de l'autre côté un mot Drachen (dragon). Ce médaillon réduit tout ce qu'il touche en cendre dès que la personne qui le possède prononce le mot Drachen avec l'intention nécessaire.
- Gobelet du Fléau d'Orfino aussi appelé la coupe de Huon ou le don de Manannan : un gobelet fabriqué par une Fée afin d'empêcher les Chevaliers de Roland de pouvoir résister à sa volonté. Ce gobelet se remplit d'un jus sucré à chaque fois qu'on l'utilise et est incassable. Lorsqu'on offre sa boisson à une personne, cela la guérit mais si on force la personne à boire dans ce cas la personne devient son esclave. Entre les mains des faes, le buveur dit la vérité.
- Anneau de Mac Owen : une bague en argent usé qui rend celui qui le porte très convaincant.
- Bracelets de force : anneaux en argent permettant d'avoir une force gigantesque.
- Peau de Druide : un druide a été transformé en cheval puis écorché. Depuis, la peau du cheval permet de ne pas être blessé ou trouvé par ses ennemis.

## Recueils de nouvelles
1. Ombres mouvantes, Bragelonne, 2015 ((en) Shifting Shadows, 2014)Recueil de neuf nouvelles et de scènes coupées issues des romans Le Grimoire d'argent et La Faille de la nuit - Réédité en 2016 aux éditions Milady

## Adaptation en comics
La série a été adaptée en une série comics par l'auteur sauf le premier tome qui est une préquelle. Seul le premier tome a été traduit en français.
- Patricia Briggs, David Lawrence et Francis Tsai (dessinateur) (trad. de l'anglais, ill. Amelia Woo), Mercy Thompson : retour aux sources [« Mercy Thompson : homecoming »], t. 1, Paris, Milady, coll. « Milady graphics », 2011, 128 p. (ISBN 9782811204921, OCLC 762724133)
- (en) Patricia Briggs, David Lawrence et Francis Tsai (dessinateur) (ill. Amelia Woo), Mercy Thompson : Moon called, t. 2, Londres, Dynamite Entertainment, 2011 (ISBN 9781606902141, OCLC 751722276)

## Ordre de lecture des romans des sériesMercy ThompsonetAlpha & Oméga
L'univers des romans de Patricia Briggs relatifs aux loups garous (séries Mercy Thompson et Alpha & Oméga) a un ordre de lecture :
1. L'Appel de la Lune (Mercy Thompson tome 1)
2. L’Origine (Alpha & Oméga tome 0)
3. Le Cri du loup (Alpha & Oméga tome 1)
4. Terrain de chasse (Alpha & Oméga tome 2)
5. Les Liens du sang (Mercy Thompson tome 2)
6. Le Baiser du Fer (Mercy Thompson tome 3)
7. La Croix d’ossement (Mercy Thompson tome 4)
8. Le Grimoire d’argent (Mercy Thompson tome 5)
9. La Marque du fleuve (Mercy Thompson tome 6)
10. Jeux de piste (Alpha & Omega tome 3)
11. La Morsure du givre (Mercy Thompson tome 7)
12. Entre chien et loup (Alpha & Oméga tome 4)
13. La Faille de la nuit (Mercy Thomson tome 8)
14. Ombre mouvante (Mercy Thompson recueil de nouvelles)
15. L’Étreinte des flammes (Mercy Thompson tome 9)
16. L’Épreuve du silence (Mercy Thompson tome 10)
17. Dans la gueule du loup (Alpha & Oméga tome 5)
18. Le Souffle du mal (Mercy Thompson tome 11)
19. L'Empreinte de la fumée (Mercy Thompson tome 12)
20. La Voix du passé (Alpha & Oméga tome 6)
21. La Faucheuse d'âmes (Mercy Thompson tome 13)
22. Le Chant de l'hiver (Mercy Thompson tome 14)